# Irama (album)
Irama è il primo album in studio del cantautore italiano omonimo, pubblicato il 12 febbraio 2016.

## Tracce
1. Cosa resterà – 3:09 (testo: Filippo Maria Fanti – musica: Giulio Nenna)
2. Tornerai da me – 3:42 (testo: Filippo Maria Fanti – musica: Andrea Debernardi, Giulio Nenna)
3. Non ho fatto l'università – 3:14 (testo: Filippo Maria Fanti – musica: Andrea Debernardi, Giulio Nenna)
4. Rolex – 2:48 (testo: Filippo Maria Fanti – musica: Andrea Debernardi, Giulio Nenna)
5. Per un poco di cash – 3:00 (testo: Filippo Maria Fanti – musica: Andrea Debernardi, Giulio Nenna)
6. Colpa tua (con Cecilia Stallone) – 3:29 (testo: Filippo Maria Fanti – musica: Andrea Debernardi, Giulio Nenna)
7. 2 ore – 3:22 (testo: Filippo Maria Fanti – musica: Andrea Debernardi, Giulio Nenna)
8. Semplice – 3:06 (testo: Filippo Maria Fanti – musica: Andrea Debernardi, Giulio Nenna)
9. Cosa resterà (versione acustica) – 4:02 (testo: Filippo Maria Fanti – musica: Giulio Nenna)

## Formazione
- Irama – voce

### Musicisti aggiuntivi
- Cecilia Stallone – Voce aggiuntiva (traccia 6)

### Produzione
- Giulio Nenna – produzione
- Andrea DB Debernardi – Produzione, mastering

## Classifiche
| Classifica (2016/2018) | Posizione massima |
| ---------------------- | ----------------- |
| Italia                 | 41                |